# Драган Чомбе Чмар
Драган Чомбе Чмар је измишљени лик из босанскохерцеговачке серије Луд, збуњен, нормалан, који тумачи Мирај Грбић.

## Личност
Чомбе је музички опредељен као рокер. Он за себе верује да је велика звезда и таленат иако заправо не зна да пева. Није баш довољно бистар. Поред Фарука, често се дружи са Дином, а након његове смрти са Реуфиком.

## Биографија
Рођен је 17. jула 1976. године у селу Забрђе. За време рата у БиХ, учествовао је као актер у Војсци Републике Српске и био је неколико пута рањен. Док је Фарук имао радио-станицу, са Рефком је водио емисију "Рефко и Чомбе бацају бомбе", а по оснивању видео-продукције је водио емисију "Лица са улица with Чомбе". Касније одлази у Америку да окуша своје певачке способности.

## Породица
Отац му је Јован Чмар, а мајка Фадила Чмар. Његов отац Јован је умро, док су они наставили да примају његову пензију, додуше нелегално јер нису пријавили његову смрт. Његова мајка Фадила је била у браку са Шукријом Хећимић, оцем Фарукове бивше девојке Ајне, али је већ после 2 дана тај брак поништен због сумње да је Фадила хтела да отрује Шукрију мишомором. Има два брата који су млађи од њега, Милан "Куфе" и Милутин "Фуфе". У једној епизоди се помиње како су њих тројица полубраћа по мајци Фадили а синови три различита оца (у смислу да сва тројица имају различите очеве), док се у остатку серији помиње како су рођена браћа од оца Јове и мајке Фадиле.
Прва и једина девојка била му је Рабија "Рапка" Бубић, која је иначе једно време радила као кућна помоћница код Фазлиновића. У једном моменту је био у недоумици око своје сексуалне оријентације и мислио је у једном моменту и да је хомосексуалац. У њега је иначе заљубљен Бећир Мрвица, босанскохерцеговачки поп певач хомосексуалне оријентације.